# Madinat al-Hareer
Madinat al-Hareer (arabisch مدينة الحرير, DMG Madīnat al-Ḥarīr, etwa: „Stadt der Seide“) ist eine in Planung befindliche neue Stadt für 700.000 Einwohner in Kuwait. Sie soll auf einer Fläche von 250 km² auf einer Halbinsel am nördlichen Ufer der Bucht von Kuwait circa 30 km nördlich der Stadt Kuwait entstehen.

## Stand 2010
Die Planungen für Madinat al-Hareer sehen neben Wohn-, Industrie- und Gewerbeflächen, einer Freihandelszone und einem neuen Flughafen auch großzügige Touristenzonen, olympiataugliche Sportstätten, Freizeit- und naturnahe Wüstenflächen vor, alles eingebettet in künstliche Kanäle und Seenlandschaften.
Mittelpunkt und Blickfang soll der 1001 m hohe Wolkenkratzer Burj Mubarak al-Kabir werden. Bautechnisch handelt es sich um eine Verbindung von drei sich ineinander windenden Türmen, die sich gegenseitig stützend den enormen Windlasten standhalten sollen. Veranschlagt war dieses Bauwerk ursprünglich mit 7,37 Milliarden US-Dollar; der Baubeginn ist nicht abzusehen.
Die Planstadt wird vom britischen Projektentwickler Kuhne & Associates entwickelt. Die Gesamtkosten des Projektes wurden bis 2010 mit 86 Milliarden USD veranschlagt und die Bauzeit auf circa 25 Jahre geschätzt.
Im Mai 2019 wurde der Sheikh Jaber Al-Ahmad Al-Sabah Causeway eröffnet, eine 48 Kilometer lange Autobahnbrücke von Kuweit City zum nördlichen Ufer der Bucht von Kuwait. Die Baukosten betrugen drei Milliarden US-Dollar.
Im Zusammenhang mit der Entwicklung von Madinat al-Hareer ist auch der Bau eines neuen Seehafens auf der vorgelagerten Insel Bubiyan geplant.
Koordinaten: 29° 37′ N, 48° 4′ O